# National Board of Review Awards 2011
L'83ª edizione dei National Board of Review Awards si è svolta il 10 gennaio 2012.
I vincitori sono stati annunciati il 1º dicembre 2011.

## Classifiche

### Migliori dieci film
- The Artist, regia di Michel Hazanavicius
- Paradiso amaro (The Descendants), regia di Alexander Payne
- Drive, regia di Nicolas Winding Refn
- Millennium - Uomini che odiano le donne (The Girl with the Dragon Tattoo), regia di David Fincher
- Harry Potter e i Doni della Morte - Parte 2 (Harry Potter and the Deathly Hallows - Part 2), regia di David Yates
- Le idi di marzo (The Ides of March), regia di George Clooney
- J. Edgar, regia di Clint Eastwood
- The Tree of Life, regia di Terrence Malick
- War Horse, regia di Steven Spielberg

### Migliori cinque film stranieri
- 13 assassini (Jûsan-nin no shikaku), regia di Takashi Miike
- Tropa de Elite 2 - Il nemico è un altro (Tropa de Elite 2: o Inimigo agora É Outro), regia di José Padilha
- Hearat Shulayim, regia di Joseph Cedar
- Miracolo a Le Havre (Le Havre), regia di Aki Kaurismäki
- Point Blank (À bout portant), regia di Fred Cavayé

### Migliori cinque documentari
- Born to Be Wild, regia di David Lickley
- Buck, regia di Cindy Meehl
- George Harrison: Living in the Material World, regia di Martin Scorsese
- Project Nim, regia di James Marsh
- Senna, regia di Asif Kapadia

### Migliori dieci film indipendenti
- 50 e 50 (50/50), regia di Jonathan Levine
- Another Earth, regia di Mike Cahill
- Beginners, regia di Mike Mills
- Per una vita migliore (A Better Life), regia di Chris Weitz
- Benvenuti a Cedar Rapids (Cedar Rapids), regia di Miguel Arteta
- Margin Call, regia di J. C. Chandor
- Shame, regia di Steve McQueen
- Take Shelter, regia di Jeff Nichols
- ...e ora parliamo di Kevin (We Need To Talk About Kevin), regia di Lynne Ramsay
- Mosse vincenti (Win Win), regia di Thomas McCarthy

## Premi
- Miglior film: Hugo Cabret (Hugo), regia di Martin Scorsese
- Miglior film straniero: Una separazione (Jodāyi-e Nāder az Simin), regia di Asghar Farhadi
- Miglior documentario: Paradise Lost 3: Purgatory, regia di Joe Berlinger e Bruce Sinofsky
- Miglior attore: George Clooney - Paradiso amaro (The Descendants)
- Miglior attrice: Tilda Swinton - ...e ora parliamo di Kevin (We Need To Talk About Kevin)
- Miglior attore non protagonista: Christopher Plummer - Beginners
- Miglior attrice non protagonista: Shailene Woodley - Paradiso amaro (The Descendants)
- Miglior cast: The Help, regia di Tate Taylor
- Miglior performance rivelazione:
  - Felicity Jones - Like Crazy
  - Rooney Mara - Millennium - Uomini che odiano le donne (The Girl with the Dragon Tattoo)
- Miglior regista: Martin Scorsese - Hugo Cabret (Hugo)
- Miglior regista esordiente: J. C. Chandor - Margin Call
- Miglior film d'animazione: Rango, regia di Gore Verbinski
- Miglior sceneggiatura originale: Will Reiser - 50 e 50 (50/50)
- Miglior sceneggiatura non originale: Alexander Payne, Nat Faxon e Jim Rash - Paradiso amaro (The Descendants)
- Spotlight Award: Michael Fassbender - A Dangerous Method, Jane Eyre, Shame e X-Men - L'inizio (X-Men: First Class)
- Premio speciale per il filmmaking: alla serie di Harry Potter per la trasposizione da libro a film
- Premio per la libertà di espressione:
  - Crime After Crime, regia di Yoav Potash
  - Pariah, regia di Dee Rees